# Diferențe teologice între Biserica Romano-Catolică și Biserica Ortodoxă

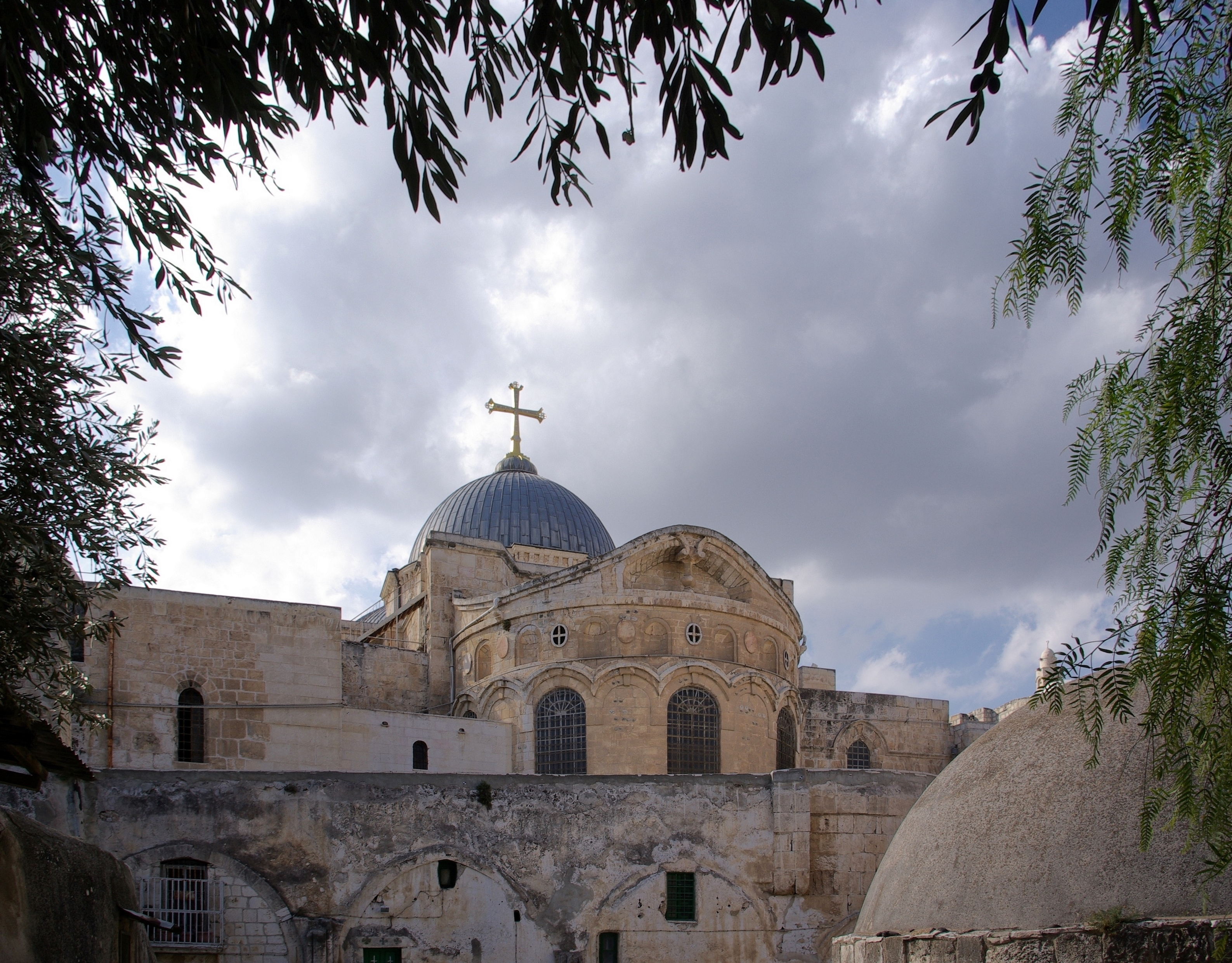
Biserica Sfântului Mormânt din Ierusalim, un important loc de pelerinaj pentru creștini care este disputat de mult timp între bisericile catolice și ortodoxe.

Acest articol prezintă diferențele teologice dintre catolici și ortodocși, bazate pe punctele de vedere ale unor teologi ai Bisericii Ortodoxe și ai Bisericii Romano-Catolice, despre ceea ce interpretează aceștia ca fiind diferențele dintre teologiile lor, precum și diferențele ecleziastice. Deși printre cauzele Marii Schisme se numără factori culturali și politici, diferențele teologice continuă să fie motiv de dispută între bisericile occidentale și cele răsăritene.
Câteva dintre chestiunile menționate mai jos au fost în litigiu între Biserica Răsăriteană și cea Occidentală timp de secole, fiind menționate în The Byzantine Lists: Errors of the Latins (Listele bizantine: Erori ale latinilor) de Tia M. Kolbaba (Publicată de Universitatea din Illinois, 2000).
Biserica Romano-Catolică consideră de la Conciliul Vatican II că schisma este în primul rând de natură ecleziologică, că învățătura bisericilor ortodoxe este pe deplin ortodoxă și că „viziunea deplinei comuniuni care trebuie căutată este cea a unității într-o diversitate legitimă” înainte de divizare, deoarece „primele concilii sunt o mărturie elocventă a acestei unități de durată în diversitate”. În această viziune, dificultatea principală este dezacordul privind rolul papei în primatul papal.
Cu toate acestea, un număr de teologi ortodocși consideră că aceste diferențe sunt mult mai semnificative, adânc înrădăcinate și ireconciliabile. Acești teologi susțin că Biserica Romano-Catolică a fost iremediabil afectată de arianism, teologia augustiniană și scolasticism și nu poate fi reconciliată cu teologia ortodoxă cu excepția cazului în care aceste erori sunt stârpite și abandonate.
Jeffrey D. Finch susține că "viitoarea apropiere dintre Est-Vest pare să fie depășit polemicile moderne neo-scolastice și neo-Palamiste".
În prezent principalele diferențe dintre Biserica Ortodoxă și Biserica Romano-Catolică sunt includerea Filioque în Crez (și teologia aferentă a dublei purcederi—aceea că Duhul Sfânt purcede de la Tatăl și de la Fiul) și chestiunea primatului papal. În plus, Biserica Romano-Catolică a promulgat anumite dogme după Marea Schismă (cum ar fi Purgatoriul, Imaculata Concepție a Maicii Domnului și infailibilitatea papală) și alte aspecte ale doctrinei (cum ar fi păcatul originar), care sunt considerate doctrinar greșite (sau, mai tranșant, eretice) de către ortodocși. 

## Puncte de acord asupra doctrinei
Deși există diferențe teologice între cele două biserici, există, de asemenea, foarte multe puncte de acord asupra doctrinei. Acestea includ acceptarea în comun a deciziilor celor șapte Sinoade Ecumenice ale Bisericii nedivizate, și anume Conciliul de la Niceea, Primul conciliu de la Constantinopol, Primul conciliu de la Efes, Primul conciliu de la Calcedon, Al doilea conciliu de la Constantinopol, Al treilea conciliu de la Constantinopol și Al doilea conciliu de la Niceea. Există, prin urmare, un acord cu privire la doctrinele majore, precum divinitatea și natura lui Iisus, succesiunea apostolică, întreita lucrare a episcopilor, preoților și a diaconilor, structura largă a bisericii vizibile, viața fără de păcat a Sfintei Fecioare Maria și onoarea sa din cauza că este Maica Domnului, invocarea sfinților, mărturisirea preoțească, folosirea imaginilor la închinare sau despre pâinea și vinul care devin prin Euharistie trupul și sângele lui Iisus Hristos. Nicio comunitate a Bisericii nu subscrie la învățăturile protestante ale mântuirii prin credință (înțeleasă ca un lucru care nu necesită acte de iubire sau de caritate) sau la Sola Scriptura (prin care se exclud învățăturile doctrinare care au intrat în Biserică prin intermediul apostolilor sub forma Sfintei Tradiții).

## Impactul diferențelor lingvistice
Cuvintele folosite într-o limbă și cele utilizate în altă limbă pentru a le traduce uneori nu corespund exact, acest lucru putând avea o semnificație mai largă sau mai restrânsă. În secolul al VII-lea, teologul răsăritean Sfântul Maxim Mărturisitorul a aplicat acest aspect la diferențele aparente între Europa de Vest și cea de Est, remarcând că aceasta au afectat eforturile depuse de vorbitorii occidentali de limbă latină pentru a exprima o idee în limba greacă, precum și eforturile depuse de vorbitorii de greacă din Orient să exprime o idee în latină: "Ei nu-și pot reproduce ideea într-o limbă și în cuvinte care le sunt străine la fel cum ar face-o în limba lor maternă, la fel cum nici noi nu putem face". În secolul al XIII-lea teologul occidental sfântul Toma de Aquino a remarcat în mod similar:
„Multe lucruri care sună destul de bine în limba greacă, probabil că nu sună la fel de bine în latină. Prin urmare, latinii și grecii care declară că au aceeași credință se manifestă prin cuvinte diferite. Printre greci se spune în mod corect și catolic, că Tatăl, Fiul și Duhul Sfânt sunt trei „ipostase”, dar pentru latini nu sună corect să spunem că există trei „substantiae”, deși termenul „ipostas” în limba greacă înseamnă același lucru ca și „substantia” în limba latină. Adevărul este că „substantia” în limba latină este folosit mai frecvent pentru a desemna esența. Și atât noi cât și grecii susțin că în Dumnezeu există doar o singură esență. Deci, când grecii vorbesc de trei „ipostase”, noi latinii vorbim de trei „personae”, precum învață Augustin în a șaptea carte a Treimii. Și, fără îndoială, există multe cazuri similare.”
„Este deci sarcina unui bun traducător, atunci când traduce un material despre credința catolică, să păstreze sensul dar să adapteze modul de exprimare, astfel încât să fie în armonie cu graiul limbii în care traduce. În mod evident, atunci când ceva spus într-un mod literar în limba latină este explicat în limbajul comun, explicația va fi inutilă dacă este redată pur și simplu cuvânt cu cuvânt. Cu atât mai mult, atunci când ceva exprimat într-o limbă este tradus doar cuvânt cu cuvânt în altă limbă, nu va fi nicio surpriză dacă uneori apare vreo confuzie în ceea ce privește sensul original.”

## Punctele florentine
Cele mai cunoscute Diferențe teologice între Biserica Romano-Catolică și Biserica Ortodoxă sunt numite punctele florentine. Acestea sunt:
- nerecunoașterea primatului episcopului Romei asupra celorlalți episcopi (în Biserica Ortodoxă, toți arhiereii, indiferent de titlul purtat - patriarh, mitropolit, arhiepiscop, episcop - sunt considerați egali);
- nerecunoașterea adăugării Filioque din Crez (considerat în Biserica Ortodoxă o învățătură greșită, cu profunde implicații teologice);
- nerecunoașterea validității folosirii la Euharistie a azimei, adică a pâinii nedospite, folosită de Biserica Catolică (Biserica Catolică recunoaște ca validă atât folosirea pâinii azime cât și a celei fermentate);
- nerecunoașterea existenței Purgatoriului (considerat în Biserica Romano-Catolică a fi un loc de mijloc între ceruri și infern, în care sufletele celor decedați se purifică până la intrarea în Ceruri).

Alte diferențe față de Catolicism considerate importante de Biserica Ortodoxă sunt:
- infailibilitatea ex-cathedra a Papei (Biserica Ortodoxă consideră că nu poate exista o persoană infailibilă, indiferent de poziția ecleziastică pe care o deține);
- harul sau grația creată (Biserica Ortodoxă consideră că harul sau energia dumnezeiască este necreată, ca mijloc prin care Dumnezeu se împărtășește pe sine oamenilor);
- neprihănita zămislire sau imaculata concepție a Fecioarei Maria (Biserica Ortodoxă consideră că toți oamenii, inclusiv Născătoarea-de-Dumnezeu, au fost zămisliți și s-au născut având păcate; ulterior, prin conlucrare - συνεργια - cu Dumnezeu pot ajunge la sfințenie);
- thesaurus meritorum (tezaurul de merite) ale sfinților - din a cărui supra-abundență, consideră Biserica Catolică, ar putea lua și restul credincioșilor, - precum și indulgențele (Biserica Ortodoxă consideră că virtuțile sunt personale și nu pot fi "împrumutate" sau "dăruite"; mântuirea este o conlucrare personală a unui om cu Dumnezeu);
- celibatul clericilor (Biserica Ortodoxă acceptă căsătoria preoților și diaconilor, cu condiția să se facă înainte de hirotonia acestora);
- practica botezului prin stropire sau turnare (Biserica Ortodoxă practică botezul prin întreită afundare, ce simbolizează îngroparea și învierea lui Hristos).

## Filioque
Biserica Ortodoxă consideră că una din deosebirile cele mai importante constă în formula filioque ("și de la Fiul"), care a fost adăugată de către Biserica Catolică la Simbolul Credinței definit de cele șapte Sinoade Ecumenice. Adăugarea se referă la Duhul Sfânt și afirmă că El purcede nu numai din Tatăl, ci și din Fiul. Aspectul criticat  de Biserica Ortodoxă este acela că purcederea Duhului Sfânt și din Fiul sugerează un grad de subordonare. Trimiterea cuiva nu înseamnă subordonare, pentru că poate surveni și între persoane egale, în timp ce purcederea Duhului Sfânt din Fiul ar putea semnifica un grad de subordonare, fapt care ar fi în contrazicere cu dogma că cele trei persoane ale Treimii sunt întru totul egale și se întrepătrund (perihoreză).
O cercetare a documentelor relevă faptul că în epoca în care s-a formulat doctrina filioque Vestul era confruntat cu necesitatea combaterii unor erezii, astfel încât a apărut posibilitatea ca din dorința de a sublinia anumite aspecte să se ajungă la formulări cu consecințe nedorite. Se pare că doctrina a apărut în Spania. Adăugarea a fost aprobată în anul 809 de către Conciliul de la Aachen și a fost examinată de papa Leon al III-lea, care deși ar fi aprobat doctrina, ar fi interzis totuși în mod expres inserarea ei în Crez. Atitudinea Papei se vede și mai clar în decizia pe care a luat-o cu acel prilej, de a se scrie pe două tăblițe de argint Crezul fără adăugire în limbile latină și greacă, pe care a dat ordin să fie așezate pe pereții Bazilicii din Lateran.